# デイヴィッド・ヘンリー・ウォン

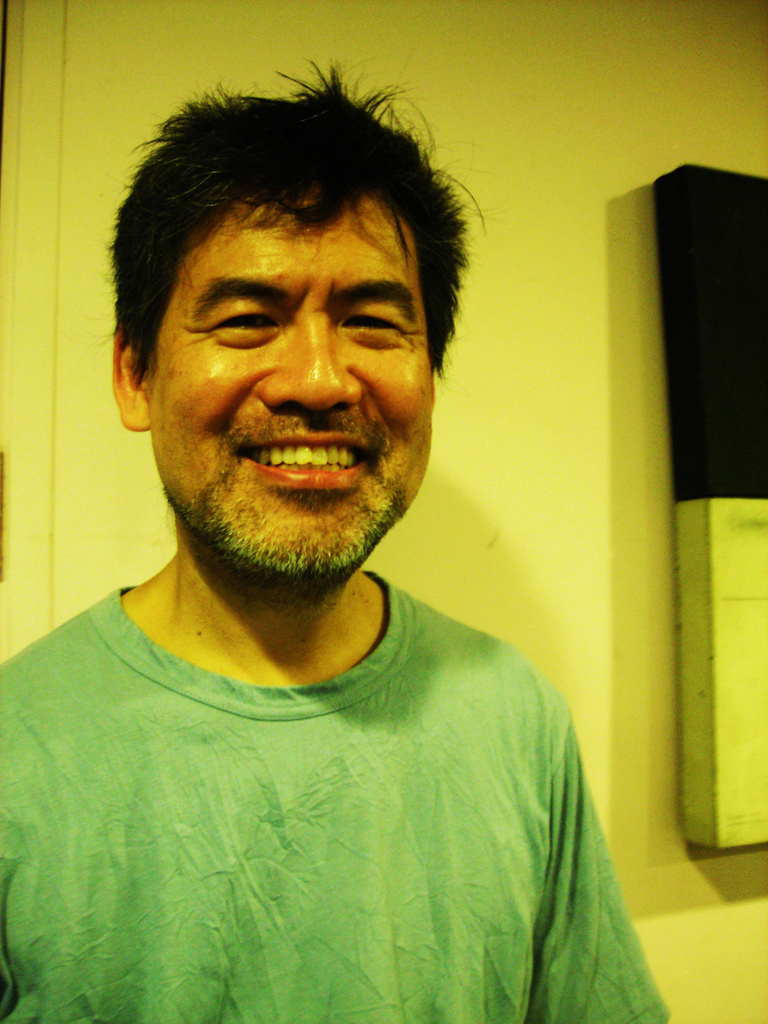
2008年

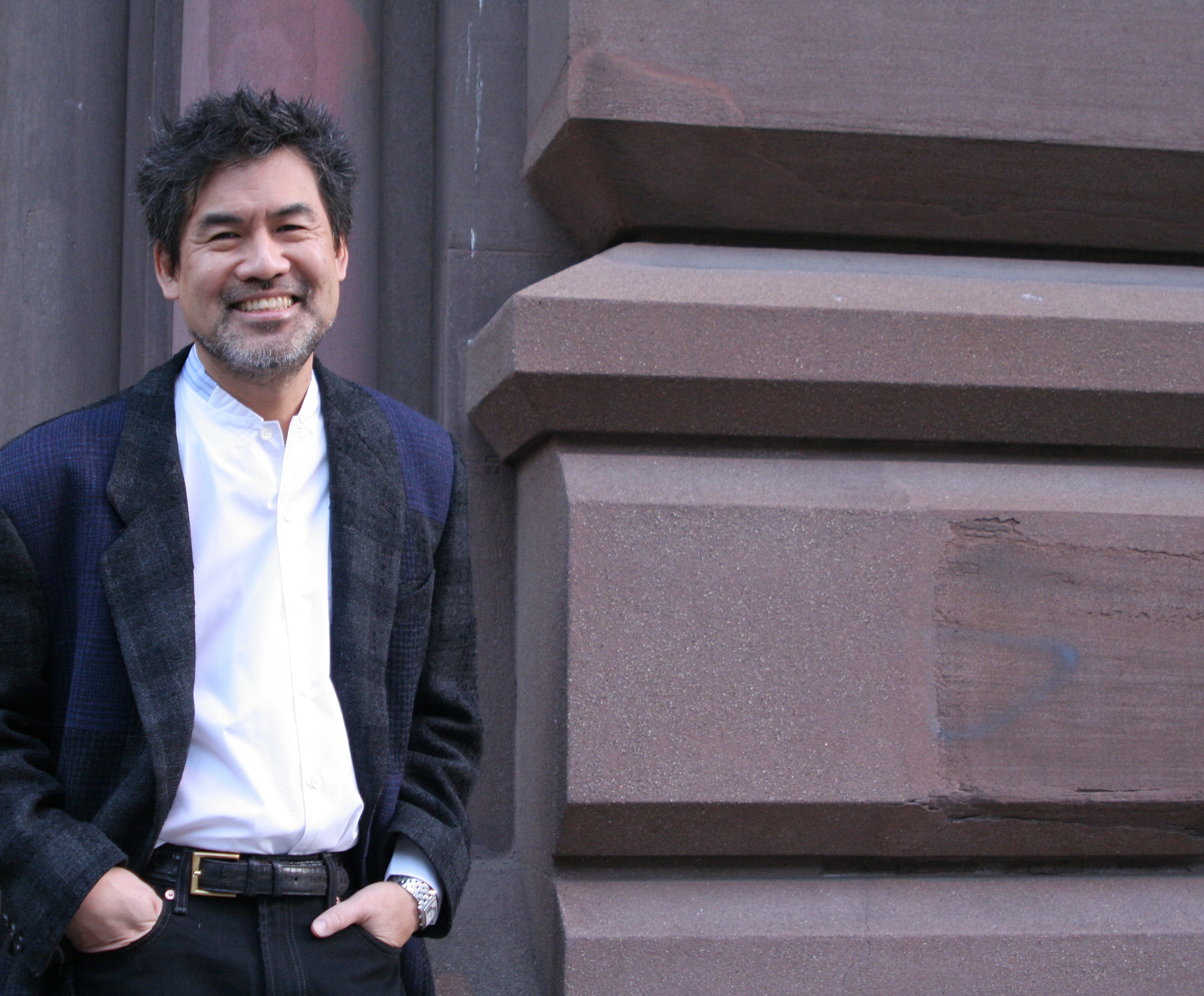
2008年

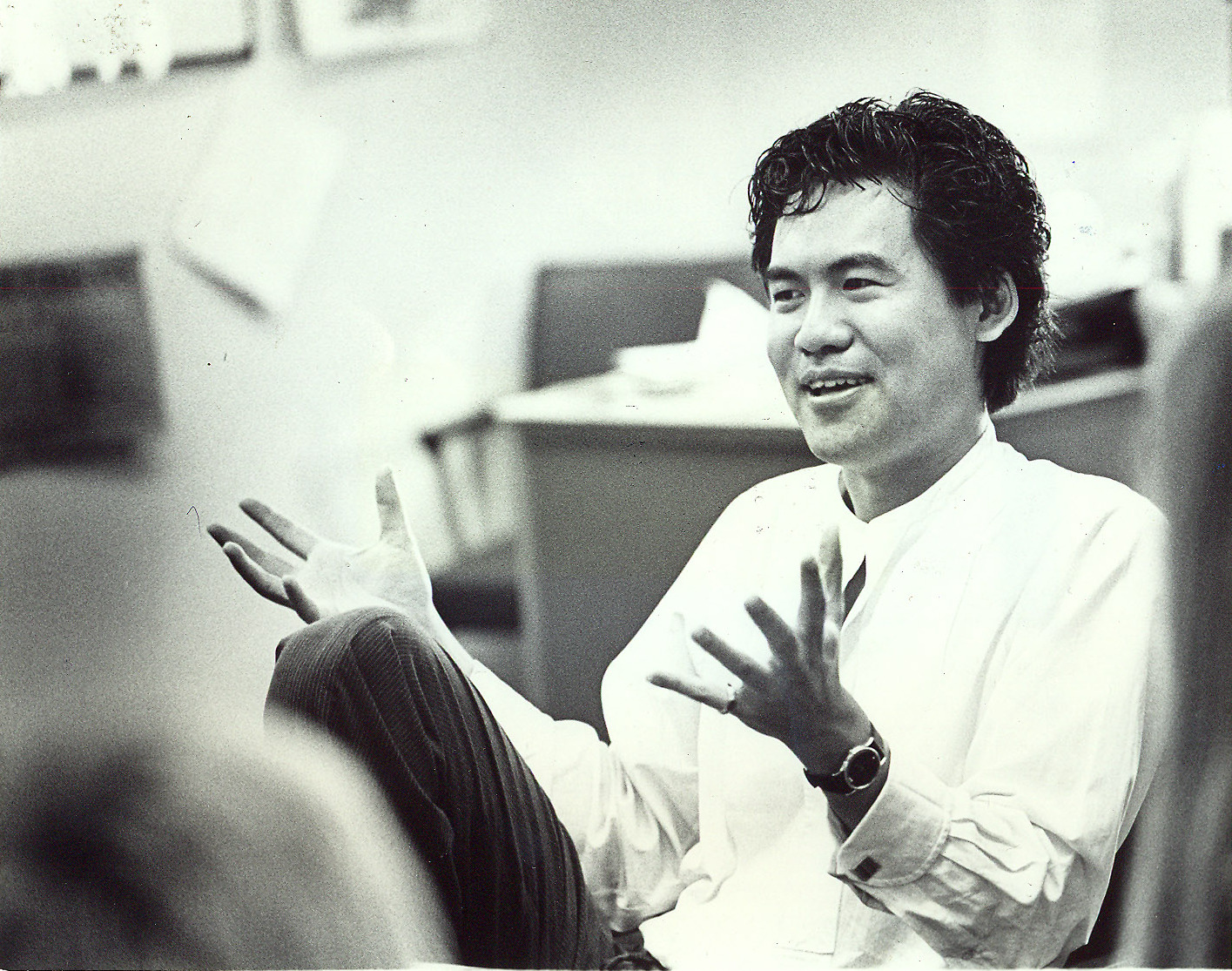
1979年（22歳）、授業中。

デイヴィッド・ヘンリー・ウォン（David Henry Hwang; 中国語簡体字：黄哲伦; 繁体字：黄哲倫; ピンイン：Huáng Zhélún; 1957年8月11日 - ）は、アメリカの劇作家、脚本家。姓は英語では"Wong"のように読むが、日本語では「ファン」と表記することもある。
ヒルトン・アルス（『ニューヨーカー』誌）は「最も成功した中国系アメリカ人劇作家」とした。
カリフォルニア州ロスアンジェルスで、銀行家のヘンリー、ピアノ教師のドロシーを両親に生まれた。3人の子供の長子で、2人の妹がいる。
スタンフォード大学で教養学士、イェール大学で美術学修士を修得している。
最初の作品はスタンフォード大学の「岡田寮」で書かれ、サム・シェパードとマリア・アイリーン・フォルネに師事した直後の作品だった。

## 作品

### 戯曲
- FOB
- ダンスと鉄道
- 家族の祈り
- 眠れる美女の家（川端康成の小説『眠れる美女』の翻案）
- 声の音
- 直線距離
- 豊かな関係
- M.バタフライ
- ボンデージ
- 額面
- チャイナタウンを見つけよう
- バングコック
- 黄金の子
- ペール・ギュント（ヘンリック・イプセン原作、スティーヴン・ミュラーとの共作）
- マーチャンダイジング（ヒューマナ演劇祭 T[ext] Shirt play）
- ジェイドポットや纏足
- レッドボックスからチベットへ（ピーター・シス原作）
- グレートヘルムスマン
- 黄色の顔
- DNAの再会
- チングリッシュ
- カンフー
- カインとアベル

### 音楽劇
- 屋根の上の1000年（室内オペラ、作曲：フィリップ・グラス）
- 航海（オペラ、作曲：フィリップ・グラス、グラスの物語に基づいて英語、ラテン語、およびスペイン語で台本を執筆）
- シルバー・リバー（室内オペラ、作曲：ブライト・モリ）
- アイーダ（ミュージカル、作曲：エルトン・ジョン、作詞：ティム・ライス、台本をリンダ・ウールバートン、ロバート・フォールズと共作、ジュゼッペ・ヴェルディのオペラが原作）
- フラワー・ドラム・ソング（ミュージカル、作曲：リチャード・ロジャース、作詞：オスカー・ハマースタイン2世、ジョセフ・フィールズと共作）
- 声の音（オペラ、作曲：フィリップ・グラス、ウォンの戯曲に基づく）
- Ainadamar（オペラ、作曲：オスバルド・ゴリホフ、スペイン語の台本）
- ターザン（ミュージカル、作曲：フィル・コリンズ、エドガー・ライス・バローズ原作、ウォルト・ディズニー・ピクチャーズの映画『ターザン』に基づく）
- 不思議の国のアリス（オペラ、作曲：陳銀淑、ルイス・キャロルの小説『不思議の国のアリス』の翻案）
- ザ・フライ（オペラ、作曲：ハワード・ショア、デヴィッド・クローネンバーグ監督の映画『ザ・フライ』に基づく）

### 映画・テレビドラマ
- ダンスと鉄道（翻案）
- 袋小路（フレデリック・キンボール共作）
- 紫禁城、米国（アシスタントのみ）
- 禁じられた夜（ジュディス・シャピロの記事「中国の愛のコース」にもとづく）
- M・バタフライ（ウォンの戯曲に基づく）
- ゴールデンゲート
- 絵の花嫁（スクリプト顧問のみ）
- 猿の王（別名「失われた帝国」）
- 所持（ローラ・ジョーンズ、ニール・ラビュートと共作、A・S・バイアットの小説に基づく）
- 声の音（原作）
- 白いカエル（エグゼクティブプロデューサーと出演のみ）

## その他
- 黄色のパンク人形（ダンスの出しもの、演出：ルビー・シャン、音楽：ジョン・ゾーン）
- 亡命中の舞踊（ダンス映画、監督：ルビー・シャン、音楽：ハワード・シルバー）
- プリンスのアルバム『カム』（収録曲「ソロ」作詞）
- エロスの後に（振付：モーリーン・フレミング、音楽：フィリップ・グラス）
- 時の縁でイカルス（マルチ・メディア・プレゼンテーション、音楽：フィリップ・グラス、映像：アル+アル、ブライアン・グリーンの小説に基づく）
- 黄色の顔（YouTubeのビデオ、原作のみ）

## 出演
1. マキシン・ホン・キングストン：トーキング・ストーリー
2. 中国系アメリカ人
3. 文学的ビジョン
4. アジアのプライド・ポルノ
5. ハッピーバースデー・オスカー・ワイルド
6. ハリウッドの中国人
7. 長い話を短く
8. 5幕でのジョー・パップ
9. 世界文学への誘い

## 序文やその他の文
- 赤いスカーフの女の子：文化大革命の回顧録
- アジア系アメリカ人のドラマ：多民族風景から
- ロボットストーリーや脚本
- フラワー・ドラム・ソング
- 1990年代の行動主義と抵抗：アジア・アメリカ
- 猿の王（原作）
- サンノゼの殺人（翻訳）

## 日本語訳
- デイヴィッド・ヘンリー・ウォン『M.バタフライ』吉田美枝訳、劇書房、1989[4]。